# 辯中邊論
《辯中邊論》（梵語：Madhyantavibhaga），又名《辨中邊論》、《中邊分別論》，傳說是彌勒造頌（karika），無著於彌勒處得其教授，再由世親造釋（bhāsya），為瑜伽行唯識學派的要籍，「一本十支」的離僻彰中支，有藏語和蒙語譯本，含有世親釋文的梵本亦存世。

## 譯本
- 中邊分別論，真諦於陳武永定二年（558）至天嘉三年（562）之間於臨川譯出
- 辯中邊論頌，玄奘於龍朔元年（661）於玉華寺譯出
- 辯中邊論，玄奘於龍朔元年（661）於玉華寺譯出

## 內容
辯（pariccheda）大乘中道之正行，辯相（lakṣaṇa）、辯障（āvaraṇa）、辯真實（tattva）、辯修對治（pratipakṣa-bhāvanā）、辯修分位（pratipakṣabhāvanāyām avasthā）、辯得果（phala-prāpti）、辨無上乘（yānānuttarya），共計有七品。全論共有一百一十五頌，本頌為一百一十三，歸敬頌、迴向頌及長行釋文是世親造。
由於傳承不同，真諦本和玄奘本，在解釋上有歧異。

## 地位
根據平川彰的《印度佛教史》，《大乘莊嚴經論》、《辯中邊論頌》、《辨法法性論》，這三部頌論，思想內容很一致，應當是同一人（或同一團體的人）撰寫的，是初期唯識思想的寶貴文獻。